# Bernd Stelter
Bernd Stelter (* 19. April 1961 in Unna) ist ein deutscher Karnevalist, Komiker, Schauspieler, Schriftsteller, Musiker (Liedermacher und Sänger) und Fernsehmoderator.

## Karriere
Stelter studierte nach seinem Grundwehrdienst zunächst in Bonn Volkswirtschaftslehre. Dort wurde er Mitglied in der Studentenverbindung Verein Deutscher Studenten, aus der er später austrat.
Zu Beginn der 1980er Jahre veröffentlichte Bernd Stelter LPs (Das darf uns doch nicht egal sein, 1982; Schaut Euch ins Gesicht, 1984) mit teils lustigen Chansons und teils kritischen politischen Liedern. Er war ebenfalls längere Zeit Moderator bei WDR 4 und RPR. Außerdem war er jahrelang die „Station Voice“ bei Antenne Bayern.
Seinen ersten Fernsehauftritt hatte Stelter 1990 als Kandidat der Sendung Glücksrad. Aus dem Fernsehen kennt man ihn hauptsächlich durch seine Sendungen bei RTL, insbesondere als Mitglied der Stammbesetzung der Comedy-Show 7 Tage, 7 Köpfe, die ihn deutschlandweit bekannt machte und in der er ab 2022 wieder mitwirkt. Daneben spielte er die Hauptrolle in der Sitcom Bernds Hexe.
2007 wechselte Stelter zum WDR, für den er die ARD-Show Deutschland lacht und bis 2016 die regelmäßige Quiz-Sendung Das NRW-Duell im WDR-Fernsehen moderierte. 2007 moderierte er für den ein Jahr zuvor verstorbenen Entertainer Rudi Carrell die Gala Danke Rudi – Eine Hommage an Rudi Carrell.
Mit seinen Comedyprogrammen Geschichten aus der Vorstadt, Papa ist ’ne Knackwurst, Pubertät ist mehr als Pickel und Mittendrin stand er bundesweit auf der Bühne. Von 2011 bis 2014 war er mit seinem Programm Mundwinkel hoch auf Tournee. Seit dem 20. Oktober 2014 tourte er mit seinem Programm Wer heiratet, teilt sich die Sorgen, die er vorher nicht hatte. Seit Herbst 2019 tritt er mit dem Programm Hurra! Ab Montag ist wieder Wochenende! über die Freuden und Schattenseiten des Ruhestands auf.
Heinz Rudolf Kunze und Heiner Lürig haben für Stelter das Lied Das Gute geschrieben, welches 2015 auf seinem Album Wer Lieder singt, braucht keinen Therapeuten erschien.

### Karneval
Seit dem 6. November 1988 ist Stelter im Kölner Karneval aktiv. Die Figur des „Werbefachmanns“ machte ihn im Kölner Sitzungskarneval populär. Beliebt wurden auch Lieder wie Ober, Zack ein Helles (Parodie auf den Hit Living Next Door to Alice der englischen Popgruppe Smokie), Ich hab drei Haare auf der Brust, ich bin ein Bär, Im nächsten Leben werd’ ich lieber ein Kaninchen oder Ma-hat-ma.

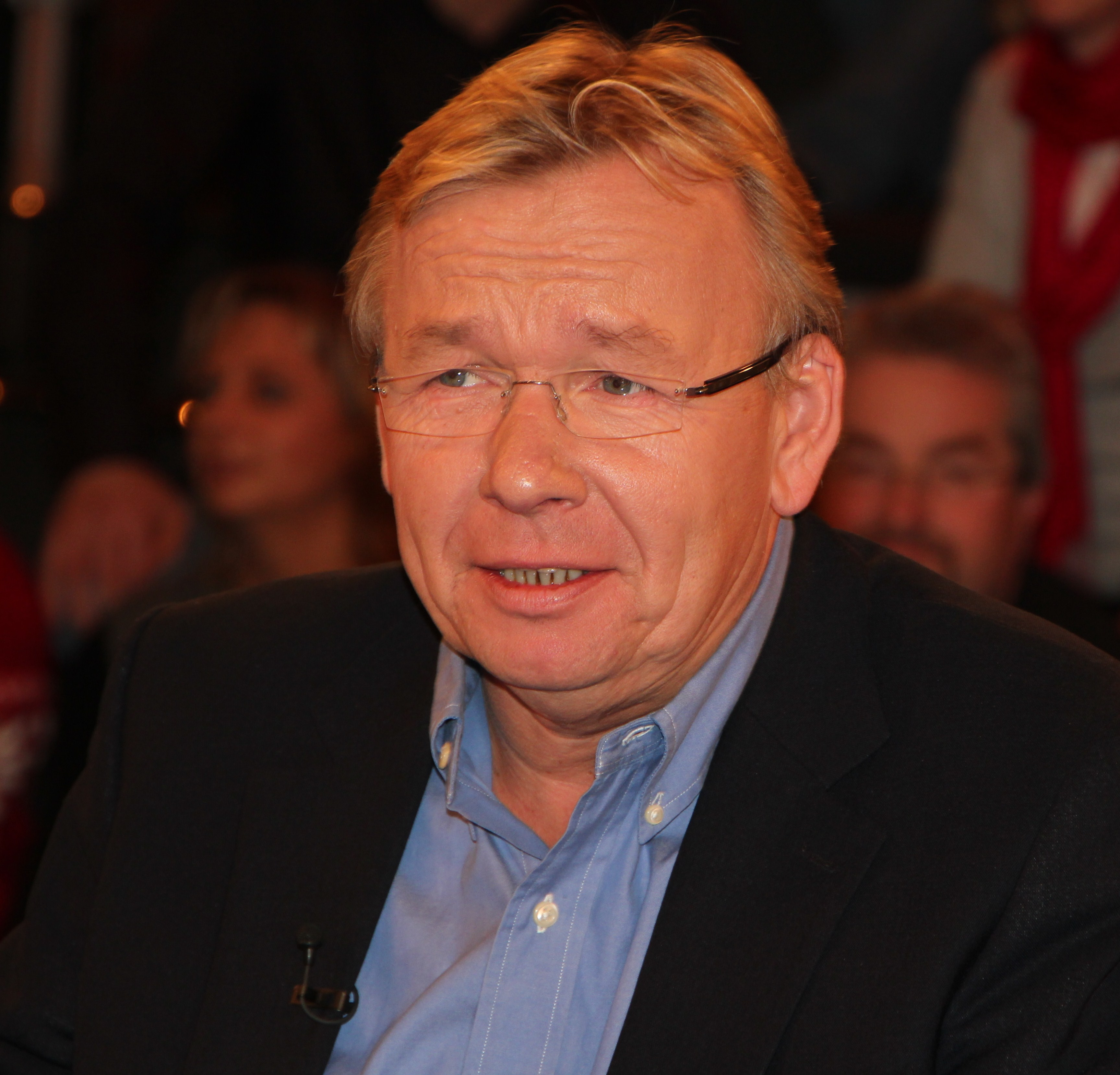
Stelter (2010)

Bei der Aufzeichnung der WDR-Fernsehsitzung 2019 wurde Stelter bei einem Witz über Annegret Kramp-Karrenbauer und Doppelnamen auf der Bühne von einer empörten Zuschauerin verbal angegriffen. Nach kurzer Unterbrechung wurde das Programm unter Applaus fortgesetzt. Sitzungspräsident Joachim Wüst kritisierte, dass diese Frau „ihren Geschmack gegenüber 1300 Gästen durchsetzen“ wollte. Diese Szene stellte er später in der Satire-Sendung Neo Magazin Royale nach, wobei er selbst einen Zuschauer spielte, der den Moderator Jan Böhmermann angeht.

## Privatleben und soziales Engagement
Bernd Stelter stammt väterlicherseits aus einer heimatvertriebenen Familie aus dem Wartheland im heutigen Polen. Er ist verheiratet und lebt mit seiner Frau Anke und seinen zwei Kindern (eine Tochter und ein Sohn) in Bornheim-Hersel. Circa zwei Monate im Jahr verbringt Stelter in einem feststehenden Wohnwagen auf der Halbinsel Walcheren an der niederländischen Nordseeküste.
Bei seinen zahlreichen Auftritten in Quizshows, in denen es darum geht, Geld für einen guten Zweck zu erspielen, wie zum Beispiel in den Prominenten-Specials von Wer wird Millionär? spielt er in erster Linie für die von ihm initiierte Bornheimer Bürgerstiftung Unsere Kinder – Unsere Zukunft. Er ist Ehrenmitglied im Förderverein Kinderkrankenhaus Amsterdamer Straße Köln e. V.
Auf Vorschlag der CDU-Landtagsfraktion in Nordrhein-Westfalen wurde Stelter zum Mitglied der 17. Bundesversammlung gewählt.

## Auszeichnungen
- 2024: Dr. humoris causa der Berittenen Akademie der Künste und Wissenschaften & Erleuchteten Mondsuniversität zu Dülken[7]
- 2022: Recklinghäuser Hurz, Ehren-Hurz[8]

## Bücher
- Nie wieder Ferienhaus. Lübbe, Bergisch Gladbach 2004, ISBN 3-7857-2155-2.
- Das Leben ist zu kurz, um schlechten Wein zu trinken, Lübbe, Bergisch Gladbach 2006, ISBN 3-7857-2242-7.
- Der Tod hat eine Anhängerkupplung: Ein Campingkrimi. Lübbe, Bergisch Gladbach 2008, ISBN 978-3-7857-2337-1.
- Wer abnimmt, hat mehr Platz im Leben. Lübbe, Köln 2011, ISBN 978-3-7857-2408-8.
- Der Killer kommt auf leisen Klompen: Camping-Krimi. Lübbe, Köln 2017, ISBN 978-3-7857-2590-0.
- Mieses Spiel um schwarze Muscheln: Camping-Krimi. Lübbe, Köln 2021, ISBN 978-3-7857-2678-5.
- Wer älter wird, braucht Spaß am Leben. Lübbe, Köln 2022, ISBN 978-3-431-05026-4.
- Mode, Mord und Meeresrauschen: Camping-Krimi. Lübbe, Köln 2024, ISBN 978-3-7857-2857-4.